# هنري ك. بروستر
هنري ك. بروستر (بالإنجليزية: Henry C. Brewster)‏ هو سياسي أمريكي، ولد في 7 سبتمبر 1845 في الولايات المتحدة، وتوفي في 29 يناير 1928 في نفس البلد. حزبياً، نشط في الحزب الجمهوري. وقد انتخب عضو مجلس النواب الأمريكي.